# Убатан
Убатан (порт. Ubatã)  —  муниципалитет в Бразилии, входит в штат Баия. Составная часть мезорегиона Юг штата Баия. Входит в экономико-статистический микрорегион Ильеус-Итабуна. Население составляет 18 815 человек на 2006 год. Занимает площадь 332,985 км². Плотность населения — 56,5 чел./км².

## История
Город основан 26 сентября 1952 года.

## Статистика
- Валовой внутренний продукт на 2003 год составляет 51 110 758,00 реалов (данные: Бразильский институт географии и статистики).
- Валовой внутренний продукт на душу населения на 2003 год составляет 2531,87 реалов (данные: Бразильский институт географии и статистики).
- Индекс развития человеческого потенциала на 2000 год составляет 0,640 (данные: Программа развития ООН).